# Cercasi padrone
Cercasi padrone (Parade en 7 nuits) è un film del 1941 diretto da Marc Allégret.